# Лебуза
Лебуза (нем. Lebusa) — община в Германии, в земле Бранденбург.
Входит в состав района Эльба-Эльстер. Подчиняется управлению Шлибен. Население составляет 832 человека (на 31 декабря 2010 года). Занимает площадь 33,65 км².
Коммуна подразделяется на 3 сельских округа.
| Год  | Население |
| ---- | --------- |
| 2005 | 928       |
| 2010 | 852       |